# 이광호 (1962년)
이광호(李光浩, 1962년 8월 5일 ~)는 제10대 서울특별시의원이다.

## 학력
- 국민대학교 경영대 학사

## 경력
- 한국노총 서울지역본부 부의장
- 더불어민주당 중앙위원
- 더불어민주당 중앙당 전국노동위원회 부위원장
- 2018년 7월 1일 ~ 2022년 6월 30일: 제10대 서울특별시의회 의원

## 역대 선거 결과
|  | 50.92% |

|  | 46.31% |